# Jalal Abdullai
Wolji Jalal Abdullai (5 gennaio 2005) è un calciatore ghanese, attaccante del Molde in prestito dall'Elfsborg.

## Carriera
Ha iniziato a giocare a calcio in Ghana con l'Inter Allies. Il 5 luglio 2023 è stato acquistato a titolo definitivo dall'Elfsborg, con cui ha firmato un contratto quadriennale e quattro giorni dopo ha debuttato nell'incontro di Allsvenskan vinto 4-0 contro il Kalmar. Ha segnato il suo primo gol il 25 settembre seguente decidendo nei minuti finali la trasferta vinta 1-0 sul campo dell'Halmstad.
Il 26 marzo 2025 viene ceduto in prestito al Molde.

## Statistiche

### Presenze e reti nei club
Statistiche aggiornate al 19 agosto 2024.
| Stagione        | Squadra         | Campionato      | Campionato | Campionato | Coppe nazionali | Coppe nazionali | Coppe nazionali | Coppe continentali | Coppe continentali | Coppe continentali | Altre coppe | Altre coppe | Altre coppe | Totale | Totale | Totale |
| Stagione        | Squadra         | Comp            | Pres       | Reti       | Comp            | Pres            | Reti            | Comp               | Pres               | Reti               | Comp        | Pres        | Reti        | Pres   | Reti   |        |
| --------------- | --------------- | --------------- | ---------- | ---------- | --------------- | --------------- | --------------- | ------------------ | ------------------ | ------------------ | ----------- | ----------- | ----------- | ------ | ------ | ------ |
| 2023            | Elfsborg        | A               | 10         | 2          | CS+CS           | 0+1             | 0               |                    | -                  | -                  |             | -           | -           | 11     | 2      |        |
| 2024            | Elfsborg        | A               | 15         | 4          | CS+CS           | 3+0             | 2+0             | UEL                | 4                  | 3                  |             | -           | -           | 22     | 9      |        |
| Totale carriera | Totale carriera | Totale carriera | 25         | 6          |                 | 4               | 2               |                    | 4                  | 3                  |             | -           | -           | 33     | 11     |        |